# Haringhe (Bandaghem) Military Cemetery
Haringhe (Bandaghem) Military Cemetery is een Britse militaire begraafplaats met gesneuvelden uit de Eerste Wereldoorlog, gelegen in het Belgische dorp Haringe. De begraafplaats ligt zo'n 400 m ten zuidwesten van het dorpscentrum en werd ontworpen door Reginald Blomfield. Ze heeft een onregelmatig grondplan met een oppervlakte van zo'n 2.364 m² en wordt begrensd door een draadafsluiting. Het Cross of Sacrifice staat achteraan tegen de zuidelijke rand en de Stone of Remembrance staat in een hoek gevormd door de oostelijke afsluiting. De begraafplaats wordt onderhouden door de Commonwealth War Graves Commission. 
Er worden 816 doden herdacht, waaronder 8 niet geïdentificeerde. 

## Geschiedenis
Haringe lag gedurende de oorlog in geallieerd gebied, buiten de frontzone. Met het oog op het geallieerd offensief en de Derde Slag om Ieper werden in 1917 in de omgeving een aantal veldhospitalen (Casualty Clearing Stations of C.C.S.) ingericht. In de zomer van 1917 waren hier de 62th en 63th C.C.S. gevestigd, die de begraafplaats in gebruik namen. De plaats kreeg de populaire naam "Bandaghem", naar het Engelse "to bandage" (in een verband leggen) en het Vlaamse achtervoegsel "gem". Vlakbij waren er ook veldhospitalen op plaatsen die men Dozinghem en Mendinghem noemde. De 62th verzorgde vooral zenuwgevallen, zoals soldaten met shellshock. Hier passeerden tijdens de oorlog zo'n 5.000 gevallen. De 63th verzorgde gewone zieken. De begraafplaats bleef tot oktober 1918 gebruikt worden door deze veldhospitalen en door enkele andere, zoals de 36th in 1918. Vier perken met Franse gesneuvelden werd na de oorlog naar andere begraafplaatsen overgebracht. 
Er liggen nu 742 Britten (waaronder 5 niet geïdentificeerd konden worden), 2 Australiërs, 6 Canadezen, 11 Nieuw-Zeelanders, 7 Zuid-Afrikanen, 4 Chinezen van het Chinese Labour Corps en 1 Franse burger. Er liggen ook 38 Duitsers begraven (waarbij 3 niet geïdentificeerde). Later werden hier ook vijf Britten (waaronder 3 niet geïdentificeerde) uit de Tweede Wereldoorlog bijgezet.
In 2009 werd de begraafplaats beschermd als monument.

## Graven

### Onderscheiden militairen
- drie gesneuvelden kregen postuum de zeldzame Albert Medaille (AM), namelijk: compagie sergeant-majoor A.H. Furlonger die ook de Distinguished Conduct Medal (DCM) ontving en de pioniers George Edward Johnson en Joseph Collington Farren. Samen met nog twee anderen voorkwamen ze een ramp door een brandende wagon uit een munitiedepot te slepen.
- Hubert Podmore, luitenant-kolonel bij het Middlesex Regiment werd onderscheiden met de Distinguished Service Order (DSO).
- Richard Fielding Morrison, majoor bij de Royal Field Artillery werd tweemaal onderscheiden met het Military Cross (MM and Bar).
- majoor Francis Robert Whitten van de Royal Engineers; de kapiteins Edward Harris van de Royal Garrison Artillery, James Robert Ruxton Leys van het Otago Regiment, N.Z.E.F. en John Stanley Edwards van de Lancashire Hussars; luitenant A. Clark van de Seaforth Highlanders en de onderluitenants Norman Robert Harper van het Canterbury Regiment, N.Z.E.F., James Cullen van de Royal Irish Fusiliers en Benjamin Priest van de Royal Field Artillery werden onderscheiden met het Military Cross (MC).
- korporaal David Ewart van de Seaforth Highlanders en soldaat Henry Charles Godden van het Wiltshire Regiment werden onderscheiden met de Meritorious Service Medal (MSM).
- compagnie sergeant-majoor P. Delaney, soldaten Arthur Corlett, A. Moreland, J. McAllister en David Bow ontvingen de Distinguished Conduct Medal (DCM). De sergeanten A.W. Wright en C. Hall ontvingen daarbij ook nog de Military Medal (DCM, MM).
- nog 32 militairen ontvingen de Military Medal (MM).

### Minderjarige militair
- E. Morton, soldaat bij de Royal Irish Fusiliers was 17 jaar toen hij op 8 april 1918 sneuvelde.

### Aliassen
- soldaat Alfred Henry  Eades diende onder het alias Frederick Harry Eades bij de Cameronians (Scottish Rifles).
- soldaat H.W. Single diende onder het alias W. Holey bij het Wiltshire Regiment.